# Littlebeck
Littlebeck är en by (hamlet) i Cumbria, i nordvästra England, nära byn King's Meaburn. Närmsta större stad är Appleby-in-Westmorland.